# YUICHI
芳賀勇一（はがゆういち、1983年2月26日 - ）は、日本のファッションモデル、タレント、リポーター。旧芸名はYUICHI。
石川県金沢市出身。遊学館高等学校、北陸大学卒業。所属はヒラタオフィス。かつてアドバンス社（金沢市）およびインディゴ（東京都）に所属していた。
身長180cm。血液型はB型。趣味は英会話、スポーツ全般。

## 経歴
- 1983年 石川県金沢市で生まれる。
- 1997年 モデル事務所「アドバンス社」に所属後、以後ファッションモデルとして活動。
- 2000年 カナダのバンクーバーに留学。
- 2007年 モデル事務所「インディゴ」に所属。
- 2014年 現在の事務所「ヒラタオフィス」に移籍。

※ファッションモデルとしての活動履歴は多数。ファッションモデルとしては東京と金沢で活動する一方で、テレビのリポーターとしては金沢と福井でも活動している（詳しくは次項）。

## 出演番組
過去
- おかえりなさ〜い（福井テレビ）
  - 月曜～水曜の中継を担当。現在は終了。

- ごちそうフライデー（MRO）
  - 松村玲郎（MROアナウンサー）と共に番組を進行している。